# إيفان دوباسكوير
إيفان دوباسكوير مواليد 23 نوفمبر 1961 في نوشاتيل، هو لاعب كرة مضرب سويسري سابق وكان يلعب باليد اليمنى. أعلى تصنيف له في الفردي كان المركز الـ 122 في سنة 1982. أعلى تصنيف له في الزوجي كان المركز الـ 251 في سنة 1983.

## النهائيات

### الفردي: 1 (0–1)
| الحصيلة | الرقم | السنة | الدورة                        | الأرضية | المنافس في النهائي | النتيجة في النهائي |
| ------- | ----- | ----- | ----------------------------- | ------- | ------------------ | ------------------ |
| الوصافة | 1.    | 1981  | مانيلا الدولية للتنس, الفلبين | ترابية  | راميش كريشنان      | 4–6, 4–6           |

## روابط خارجية
- إيفان دوباسكوير على موقع رابطة محترفي التنس (الإنجليزية)
- إيفان دوباسكوير على موقع الاتحاد الدولي لكرة المضرب (الإنجليزية)
- إيفان دوباسكوير على موقع كأس ديفيز (الإنجليزية)
- إيفان دوباسكوير على موقع خلاصة التنس.كوم (الإنجليزية)